# 齋藤ウィリアム浩幸
齋藤 ウィリアム 浩幸（サイトウ ウィリアム ヒロユキ、William Hiroyuki Saito, 1971年3月23日 - ）は、カリフォルニア州ロサンゼルスで生まれた日系2世の起業家。英語表記を William Hiroyuki Saito としており、ウィリアムは洗礼名ではない。
華々しい経歴の持ち主として知られていたが、2017年にそれらの多くが経歴詐称であることが発覚し、就いていたすべての公職と民間の複数の役職を辞任した。

## アメリカでの活動
両親が日本からアメリカへ移住した。
高校の同級生であるタス・ディエネス (Tas Dienes) と共にアイオー・ソフトウェア (I/O Software) の名の下、ソフトウェアの開発と販売を始めた。1987年にカルフォニア州にあるダミアン高校 Damien High School を卒業し、1988カリフォルニア大学リバーサイド校 (UCR) に入学して、生物化学およびAMP(Advanced Management Program)、EMP(Executive Management Program) を専攻、1年6ヶ月後の1990年3月に卒業したという。出版物や雑誌のインタビュー、テレビ出演、セミナーや講演等では、同大学ロサンゼルス校 (UCLA) 医学部卒業と公表していたが誤りであったと後に訂正した。

## 日本での活動
- 2005年
  - 04月 株式会社フォーバルに入社、経営戦略本部 社長特命担当に就任
  - 06月 同社 取締役副社長に就任
  - 08月 株式会社フォーバルインターナショナル会長兼CEOに就任
- 2006年
  - 06月 フォーバルとジュリアーニ元NY市長との合弁会社、株式会社ジュリアーニ・セキュリティー&セーフティ・アジア代表取締役会長兼CEOに就任[13]
- 2007年
  - 10月 ベンチャー支援のコンサルティング会社インテカー (InTecur) を設立
- 2011年
  - 09月 船橋洋一が設立した一般財団法人日本再建イニシアティブ理事に就任
同団体が主催する福島原発事故・民間事故調に関わる一方、国会事故調にも関与し公務員記章を発給された（表向きは国会事故調の最高技術責任者（CTO）を自称していたが、後に詐称であることが発覚した[14]）
- 2013年
  - 12月 内閣府参与に就任
- 2016年
  - 10月
    - 経済産業省参与に就任
    - 紺綬褒章を叙勲[15]
- 2017年
  - 06月 日本航空株式会社のデジタルイノベーション推進担当の執行役員に就任
  - 12月 投資家・著述家山本一郎の指摘から経歴詐称が発覚[15]、すべての公職ならびに日本航空の執行役員を辞職[16]

上記以外にも、2014年から『2020年東京オリンピック』の科学技術タスクフォース構成員や、2015年から文部科学省の教育再生実行アドバイザーを務めていた。
また、齋藤は世界経済フォーラム (WEF) で、2011年、ヤング・グローバル・リーダーに選出され、グローバル・アジェンダ・カウンシル として特に女性のエンパワーメントに焦点を当てる委員会の委員、そしてグローバル・シェイパーズ・コミュニティ (GSC) 日本ハブの創設責任者に指名されたという。
国内的には、サイバーセキュリティの専門家として、日経新聞社・日経BP社主催による政財官界あげての大規模イベント『Cyber3 Conference Tokyo 2017』の座長を務めた（経歴詐称が発覚し2017年で終了）。

## 著書
- 「世界一の会議 ダボス会議の秘密、2017年、講談社＋α新書、ISBN 978-4062729789
- 「超初心者のためのサイバーセキュリティ入門」2016年、文春新書、ISBN 978-4166610976
- 「ザ・チェンジ・メイカー」2016年、日本経済新聞出版社、ISBN 978-4532320553
- 「IoTは日本企業への警告である」2015年、ダイヤモンド社、ISBN 978-4478067451
- 「その考え方は、「世界標準」ですか？」2013年、大和書房、ISBN 978-4479793724
- 「ザ・チーム-日本の一番大きな問題を解く-」2012年、日経BP社、ISBN 978-4822249243
- 「An Unprogrammed Life」2011年、John Wiley & Sons出版、ISBN 978-1118077030